# Burza (obraz Józefa Chełmońskiego)
Burza (znany też jako Przed burzą, Pastuchy w polu podczas burzy, Pastuszki w polu podczas burzy, Pastuchy podczas burzy, Pastuszkowie przed burzą) – obraz olejny autorstwa Józefa Chełmońskiego z 1896 roku.
Już pod koniec 1896 roku malarz zgodził się sprzedać swój obraz Muzeum Narodowemu w Krakowie za kwotę 1200 złotych reńskich (początkowo proponował 1500 złotych reńskich, ale przystał na prośbę muzeum, któremu brakowało środków na zakupy). Ostatecznie obraz został zakupiony w 1898 roku jako pierwszy obraz Chełmońskiego w kolekcji tego muzeum. W maju 1897 roku artysta otrzymał za niego nagrodę Krakowskiej Akademii Umiejętności z funduszu Probusa Barczewskiego. Obraz eksponowany jest w Sali Chełmońskiego Galerii Sztuki Polskiej XIX wieku w Sukiennicach.

## Opis
Głównym tematem obrazu jest „wizerunek nieokiełznanych sił przyrody oraz wywołanych przez nie ludzkich reakcji”. Przedstawia „przerażone gwałtownością żywiołów wiejskie dzieci pasące bydło”. Kompozycja obrazu ma wyraźny dynamiczny charakter. Pod naporem wiatru ugina się widoczna na pierwszym planie stepowa roślinność. Z lewej strony trzech skulonych pastuszków ucieka przed rozpoczynającą się burzą. Pierwszy z nich wykonuje prawą ręką znak krzyża. Na drugim planie przedstawiona została dziewczynka, która biegnie za krowami spłoszonymi uderzeniem widocznej w tle błyskawicy. Bura tonacja stroju dzieci podkreśla ich ubóstwo. Zdaniem Aleksandry Krypczyk, poetycki sposób ukazania przerażonych wiejskich dzieci na tle szalejącego żywiołu oddaje „głęboko emocjonalny stosunek artysty do wiejskiego ludu”.